# Gianoglio
Gianoglio is een Italiaans historisch merk van motorfietsen.
Gianoglio was een kleine Italiaanse fabriek die in 1932 bromfietsen met een 70cc-blokje maakte.